# 混流泵
混流泵
（英语：interflow pumps ）又称斜流泵一般指安装混流式叶轮的泵，叶轮安装的转弯处，所输送的流体介质可以由叶轮倾斜流出，叶片数少，泵内流道宽阔。常见的有立式、卧式、单级、单吸、涡壳等。